# Горнє Ретє
Горнє Ретє (словен. Gornje Retje) — поселення в общині Велике Лаще, Осреднєсловенський регіон, Словенія. 
Висота над рівнем моря: 583,9 м.